# Standard Ville/Rooi Hundo
Standard Ville/Rooi Hundo – strefa (zone) w regionie Sint Nicolaas-Noord w południowej części kraju autonomicznego Aruba, należącego do Holandii, w Ameryce Południowej. 1 stycznia 2020 r. liczyła 1178 mieszkańców.  

## Podział administracyjny
W skład strefy wchodzą dwie miejscowości:
- Rooi Hundo
- Standard Ville

## Demografia
Strefa liczy 1178 mieszkańców (1 stycznia 2020).
| Kobiety | Mężczyźni |
| ------- | --------- |
| 559     | 619       |